# Plataforma dos Movimentos de Autodefesa
Plataforma dos Movimentos de Autodefesa ou Plataforma dos Movimentos Republicanos de 14 de junho de 2014 em Argel (em francês:  Plateforme des mouvements républicains du 14 juin 2014 d’Alger), ou simplesmente Plataforma, é uma aliança dos grupos armados pró-governo do Mali formada durante a Guerra do Mali em 14 de junho de 2014 em Argel, capital onde as negociações foram realizadas entre o Mali e os rebeldes do Coordenação dos Movimentos de Azauade (CMA).

## Organização
A Plataforma agrupa os seguintes movimentos: 
- Grupo de Autodefesa Tuaregue Ingade e Aliados (GATIA)
- Coordenação dos Movimentos e Frente Patriótica de Resistência (CM-FPR), composta por três movimentos:
  - Ganda Koy
  - Ganda Izo
  - Forças de Libertação das Regiões Norte do Mali (FLN)
- Uma ala do Movimento Árabe de Azauade (MAA), também conhecida como MAA lealista
- Movimento Popular para a Salvação de Azauade (MPSA)
- Frente Popular de Azauade (FPA)
- Movimento para a Defesa da Pátria (MDP), formado em 25 de junho de 2016.[5]